# En folkhop mot Golgata drager
En folkhop mot Golgata drager är en sång med text från 1894 av Hjalmar Hansen och musik av Silas Jonas Vail. Sången översattes 1899 till svenska av Conrad Adolf Björkman.

## Publicerad i
- Frälsningsarméns sångbok 1929 som nr 508 under rubriken "Högtider och särskilda tillfällen - Långfredag".
- Frälsningsarméns sångbok 1968 som nummer 607 under rubriken "Högtider - Passionstid".
- Frälsningsarméns sångbok 1990 som nummer 729 under rubriken "Fastan".
- Sångboken 1998 som nummer 19.